# Банде, Хассан
Бурейма Хассан Банде (фр. Boureima Hassane Bandé; род. 30 октября 1998, Уагадугу) — буркинийский футболист, нападающий, игрок сборной Буркина-Фасо.

## Клубная карьера
Банде начал карьеру на родине в клубе «Салитас». В 2017 году его заметили скауты бельгийского «Мехелена» и пригласили в клуб. В матче против «Антверпена» он дебютировал в Жюпиле лиге. В этом же поединке Хассан забил свой первый гол за «Мехелен». В своём дебютном сезоне он забил 11 мячей и стал лучшим бомбардиром команды. В конце года Банде подписал контракт с амстердамским «Аяксом», который вступал в действие с лета 2018 года. Сумма трансфера составила 8 млн евро. 13 июля во время товарищеской встречи с «Андерлехтом» получил перелом малоберцовой кости и выбыл до зимнего перерыва в чемпионате Нидерландов.
В январе 2020 года перешёл на правах аренды в швейцарский «Тун». В чемпионате Швейцарии дебютировал 2 февраля в матче против «Серветта». Всего он провёл 13 матчей, включая две игры в плей-офф чемпионата, но забитыми голами не отметился. 5 октября было объявлено о его возвращении в «Аякс».
9 февраля 2021 года на правах аренды перешёл в хорватский клуб «Истра 1961».
24 августа 2022 года перешёл во французский «Амьен», подписав с клубом трёхлетний контракт. 27 августа дебютировал в Лиге 2 против «Гавра», выйдя на замену на 80-й минуте вместо Алиу Баджи. 5 ноября забил дебютный гол в чемпионате в ворота «По». Всего за сезон сыграл 19 матчей в чемпионате, забив один гол.
11 августа 2023 года подписал двухлетний контракт с финским клубом ХИК. 17 августа дебютировал в команде в матче третьего квалификационного раунда Лиги Европы против «Карабаха», выйдя на замену 62-й минуте вместо Бояна Радуловича.

## Международная карьера
14 ноября 2017 года в отборочном матче чемпионата мира 2018 против сборной Кабо-Верде Банде дебютировал за сборную Буркина-Фасо.

## Достижения
«Аякс»
- Чемпион Нидерландов: 2018/19
- Обладатель Кубка Нидерландов: 2018/19